# Nuottiniemi (ö, lat 62,53, long 24,21)
Nuottiniemi är en ö i Finland. Den ligger i sjön Hankavesi och Välivesi och i kommunen Etseri i den ekonomiska regionen  Kuusiokunnat  och landskapet Södra Österbotten, i den centrala delen av landet, 260 km norr om huvudstaden Helsingfors. Öns area är 0,6 hektar och dess största längd är 170 meter i nord-sydlig riktning.